# Carlos (minissérie)
Carlos é uma minissérie de televisão franco/alemã do gênero drama. Estreou fora de competição no Festival de Cannes em 19 de maio de 2010. É apresentado em três partes, e no Brasil foi exibido pelo canal HBO Brasil.

## Sinopse
Duas décadas da vida de Carlos, o Chacal é retratada a partir de 1973. Seus assassinatos, sequestros e atentados terroristas em nome da causa Palestina. Trabalhando para a Frente Popular para a Libertação da Palestina sob a liderança de Wadie Haddad, participou do Sequestro na OPEP em 1975. Seu afastamento desta organização para liderar um grupo independente atuando no Leste Europeu, e seu refúgio no Sudão.

## Elenco
- Édgar Ramírez ..... Carlos, o Chacal
- Alexander Scheer ..... Johannes Weinrich
- Nora von Waldstätten ..... Magdalena Kopp
- Christoph Bach ..... Hans-Joachim Klein "Angie"
- Ahmad Kaabour ..... Wadie Haddad
- Badih Abou Chakra ..... Ahmed Yamani
- Julia Hummer ..... Gabriele Kröcher-Tiedemann "Nada"
- Aljoscha Stadelmann ..... Wilfried Böse "Boni"
- Katharina Schüttler .... Brigitte Kuhlmann

## Produção
Produzido pela Film en Stock e Egoli Tossell Film, com participação da Canal Plus, d'Arte France, Centre National de la Cinématographie, Deutscher Filmförderfonds e TV5Monde. Foi filmado em Budapeste, Cartum, Viena, Londres, Haia, Alemanha e Líbano. Falado majoritariamente em inglês, há breves diálogos em francês, espanhol, húngaro, italiano, árabe, alemão, russo, holandês e japonês. No início da primeira parte, há uma advertência para encarar-se a trilogia como uma obra de ficção devido a controvérsias na vida de Carlos.

## Prêmios
A minissérie foi indicada aos Prêmios Globo de Ouro 2011 em duas categorias: melhor ator em minissérie ou filme para televisão (para Édgar Ramírez) e melhor minissérie ou filme para televisão, vencendo nesta última.